# Hydrovatus uhligi
Hydrovatus uhligi là một loài bọ cánh cứng trong họ Bọ nước. Loài này được Biström miêu tả khoa học năm 1995.